# 沐叡
沐叡（16世纪？—1609年），黔宁王沐英九世孙，祖籍河南定遠（今安徽），明朝军事人物。

## 生平
沐昌祚之子，沐朝弼之孙。万历二十三年（1595年），沐昌祚因病，请求朝廷将黔國公爵位让沐叡继承，明神宗允许沐叡为都督佥事、总兵官，镇守云南。万历三十五年（1607年），武定府土酋阿克叛，攻打會城，脅府印而去。万历三十七年（1609年）九月，沐叡和云南巡抚陈用宾被逮下獄，沐昌祚複理鎮事。不久沐叡死在狱中。夫人宋氏，其子沐启元。